# Хемокины
Хемоки́ны (англ. chemokines от chemotactic cytokine) — большое семейство структурно-гомологичных цитокинов, которые стимулируют передвижение лейкоцитов и регулируют их миграцию из крови в ткани. У человека имеется около 50 хемокинов, которые представляют собой полипептиды массой от 8 до 10 кДа, содержащие две дисульфидные связи. Выделяют четыре основных группы хемокинов: CXC, CC, CX3C и C. Действие всех хемокинов опосредовано взаимодействием с особыми рецепторами хемокинов, которые представляют собой связанные с G-белками трансмембранные рецепторы. Хемокиновые рецепторы встречаются только на поверхности клеток-мишеней, которыми выступают различные лимфоциты.

## Структура
Для хемокинов характерен ряд структурных особенностей. Все представители этого семейства представляют собой относительно маленькие полипептиды массой от 8 до 10 кДа. Они идентичны друг другу примерно на 20—50 % по аминокислотным последовательностями и гомологичны друг другу. Общим для хемокинов является наличие нескольких консервативных аминокислотных остатков, которые играют ключевую роль в поддержании их пространственной структуры. Это, прежде всего, четыре остатка цистеина, которые образуют друг с другом дисульфидные связи, так что молекула хемокина приобретает характерную структуру, известную как «греческий ключ». Внутримолекулярные дисульфидные связи, как правило, образуются между первым и третьим, а также вторым и четвёртым остатками цистеина (номера даны по тому, в каком порядке они встречаются по ходу полипептидной цепи от N-конца к C-концу). Как правило, хемокины первоначально синтезируются в виде пропептидов (пептидов-предшественников), начинающихся с сигнального пептида длиной около 20 аминокислотных остатков (а. о.). При выделении хемокинов из клетки сигнальный пептид удаляется, и хемокин становится зрелой функциональной молекулой. В молекуле хемокина первые два остатка цистеина, образующие внутримолекулярные дисульфидные связи, располагаются недалеко от N-конца близко друг к другу, третий остаток цистеина находится в центральной части полипептидной цепочки, а четвёртый — вблизи C-конца (у хемокинов семейства C на N-конце присутствует только один остаток цистеина). После двух первых остатков цистеина в молекуле хемокина находится петля, состоящая из приблизительно 10 а. о. и известная как N-петля. После неё идёт спираль типа 310 из одного витка, три β-листа и концевая α-спираль. Эти спирали и листы соединяются петлевидными участками, известными как 30s-, 40s- и 50s-петли. Третий и четвёртый остатки цистеина располагаются в петлях 30s и 50s соответственно.

## Функции
По выполняемым функциям хемокины подразделяют на две группы:
- Гомеостатические, или базальные, хемокины постоянно вырабатываются некоторыми тканями и необходимы для базальной миграции лейкоцитов. К числу гомеостатических хемокинов относятся CCL14[англ.], CCL19[англ.], CCL20[англ.], CCL21[англ.], CCL25[англ.], CCL27[англ.], CXCL12 и CXCL13[англ.]. Впрочем, некоторые гомеостатические хемокины могут работать и как воспалительные, например, CCL20[4].
- Воспалительные хемокины выделяются при патологических состояниях под действием провоспалительных стимулов, таких как интерлейкин IL-1, фактор некроза опухоли α (TNF-α), липополисахариды и вирусы. Воспалительные хемокины активно участвуют в воспалительном ответе, привлекая иммунные клетки к очагу воспаления. Примером воспалительных хемокинов могут служить CXCL8, CCL2, CCL3[англ.], CCL4[англ.], CCL5[англ.], CCL11[англ.] и CXCL10[англ.][5].

Главная функция хемокинов заключается в управлении миграцией лейкоцитов (хоумингом) в нужные ткани. Гомеостатические хемокины образуются в тимусе и лимфоидных тканях. Наиболее хорошо гомеостатическую функцию хоуминга иллюстрируют хемокины CCL19 и CCL21, которые экспрессируются в лимфатических узлах и лимфатическими эндотелиальными клетками, а их рецептор — CCR7 — экспрессируется клетками органа, в который нужно направить лейкоциты. С их помощью в ходе адаптивного иммунного ответа антигенпрезентирующие клетки привлекаются в лимфоузлы. Другой рецептор гомеостатических хемокинов, CCR9, направляет лейкоциты к кишечнику, CCR10 — к коже, а CXCR5 способствует миграции B-лимфоцитов в лимфоузлы. Гомеостатический хемокин CXCL12, также известный как SDF-1, постоянно продуцируется костным мозгом и способствует пролиферации предшественников B-лимфоцитов в нём.
Воспалительные хемокины образуются в больших количествах в ходе инфекции или при повреждении тканей и обеспечивают миграцию воспалительных лейкоцитов в поражённую область. Типичным примером воспалительного хемокина может служить CXCL8, который функционирует как хемоаттрактант для нейтрофилов.
Хемокины, образуемые клетками определённой ткани, связываются с молекулами гепарансульфата на эндотелиальных клетках, выстилающих посткапиллярные венулы. Благодаря этому хемокины могут быть встречены лейкоцитами, которые связаны с эндотелиальными клетками посредством молекул адгезии. Благодаря связи с эндотелием достигается высокая локальная концентрация хемокинов, вследствие чего они получают возможность связаться с рецепторами хемокинов на лейкоцитах. Связывание хемокинов с рецепторами на поверхности лейкоцитов усиливает их адгезию к эндотелиальным клеткам, что необходимо для дальнейшего выхода лейкоцита из сосуда во внешнюю ткань. Кроме того, хемокины, продуцируемые внесосудистыми тканями, образуют градиент концентрации, по которому лейкоциты движутся по ткани к очагу воспаления (этот процесс называют хемокинезом).
Хемокины играют важную роль в развитии лимфоидных органов. Именно при помощи хемокинов B- и T-лимфоциты занимают строго определённые зоны в пределах лимфатического узла.

## Рецепторы
Рецепторы хемокинов относятся к числу рецепторов группы GPCR. Рецепторы этой группы активируют клеточный ответ посредством взаимодействия с тримерными G-белками. G-белки, в свою очередь, стимулируют перестройки цитоскелета, полимеризацию актиновых и миозиновых филаментов, что в итоге увеличивает подвижность клетки. Кроме того, при связывании хемокинов с рецепторами меняется конформация поверхностных интегринов клетки и увеличивается сродство интегринов к их лигандам. Лейкоциты разных типов экспрессируют разные комбинации хемокиновых рецепторов, что обусловливает различные пути миграции лейкоцитов. Рецепторы хемокинов экспрессируются во всех лейкоцитах, однако наибольшее их количество и разнообразие присуще T-лимфоцитам. Некоторые рецепторы хемокинов, такие как CCR5 и CXCR4, служат корецепторами для вируса иммунодефицита человека.

## Классификация
На основании количества и расположения N-концевых остатков цистеина хемокины подразделяют на четыре семейства, причём хемокины разных семейств кодируются разными кластерами генов. Два самых крупных семейства — это CC (или β) хемокины, у которых два первых остатка цистеина располагаются непосредственно рядом друг с другом, и CXC (или α) хемокины, у которых они разделены одним аминокислотным остатком. Хемокины семейства C имеют один остаток цистеина на N-конце, а у хемокинов семейства CX3C два остатка цистеина на N-конце разделены тремя аминокислотными остатками. Как правило, за привлечение нейтрофилов отвечают хемокины семейства CXC, моноциты чаще всего мигрируют под действием хемокинов CC, а миграция лимфоцитов зависит от хемокинов CXC и CC.